# Solar dos Magalhães
O Solar dos Magalhães é uma casa senhorial setecentista implantada no centro da malha urbana de Amarante que se tornou, no século XIX, um símbolo da resistência dos amarantinos face à invasão napoleónica.
Em 2020, tiveram início as obras para transformar o que resta do edifício na “Casa da Memória” de Amarante, segundo um projeto do arquiteto Siza Vieira.
Actualmente é um dos principais pontos turísticos da cidade e também símbolo da resistência contra os invasores franceses.
O Solar dos Magalhães encontra-se classificado como Imóvel de Interesse Público desde 1971.

## Descrição
Queimado pelas tropas francesas em 1809, o solar mantém da estrutura original apenas as paredes exteriores. De planta poligonal, divide-se por dois pisos, destacando-se a composição da fachada principal. 
No piso térreo do frontispício foi aberta uma imponente loggia com seis arcos assentes sobre robustas pilastras, muito ao gosto da tratadística italiana quinhentista. Sobre esta, no andar nobre, foi edificada uma varanda, cuja arquitrave assenta sobre colunata jónica. 
As restantes fachadas são rasgadas por fenestrações, colocadas a espaços regulares, que marcam a divisão do espaço. No registo inferior, foram abertas janelas de peito, no superior, janelas de sacada com varandim. 

## História
A casa foi construída provavelmente por António de Magalhães Cerqueira, Licenciado em Direito, Cavaleiro da Ordem de Cristo e Fidalgo da Cota d’Armas. 
No século XVIII ostentava num cunhal uma pedra de armas representando os apelidos Magalhães, Sousa, Meneses e Coelho. Manteve-se na posse da família Magalhães e Meneses, que no século XIX foram elevados a Condes de Alvelos e mais tarde Condes de Vilas Boas. No final do século XIX o solar foi vendido a José Monteiro Carvalhal, tendo a pedra de armas sido retirada e oferecida ao Barão de Vilalva, José de Magalhães e Meneses, irmão do Conde de Vilas Boas e proprietário da Quinta do Pinheiro, em São Gonçalo. Os herdeiros da sua mulher Rita Mascarenhas Gaivão transladaram-na para a sua casa de Mirandela, que mais tarde foi a Estalagem do Caçador, onde foi colocada sobre o portão ameado. 
A casa tornou-se um símbolo, em 1809, da resistência à entrada, na vila de Amarante, das tropas francesas. Conta-se que por cada dia que a resistência à ocupação francesa atrasava a passagem pela Ponte de São Gonçalo, a caminho de Vila Real, que o General Loison retaliava, incendiando uma casa nobre. Contrariamente à maioria das casas que foram incendiadas, o Solar dos Magalhães nunca foi reconstruído, permanecendo as suas ruínas testemunho dos violentos ataques. 
O Solar dos Magalhães foi vendido a Joaquim Ferreira Torres, que, no dia 14 de outubro de 1969, o deu ao Município de Amarante. 
Foi requalificado num projeto de Siza Vieira, sendo inaugurado a 14 de fevereiro de 2025 e será a casa do futuro Museu da Identidade e Memória de Amarante – MIMAR.